# Drizza
Nella terminologia nautica e in particolare in quella della vela la drizza è una cima o cavo in fibra naturale, sintetica o metallica, utilizzato per issare una vela, o una bandiera, o un albero orizzontale (pennone).
Nella maggioranza dei casi quando il termine è utilizzato senza ulteriori specificazioni ci si riferisce ai cavi per issare una vela. Nel caso sia presente più di una vela, per indicare a quale vela ci si riferisce viene specificato il nome della vela (per cui si parla, ad esempio, della drizza della randa o della drizza del fiocco).
Le drizze fanno parte delle manovre correnti. A differenza delle scotte, vengono regolate meno di frequente, tuttavia il loro uso non è limitato ai soli momenti in cui si issa o si ammaina (abbassa) una vela, ma può risultare necessario modificare la regolazione di una drizza anche quando non si cambia una vela (ad esempio perché è cambiato di molto il vento o perché si è cambiato di molto l'andatura).
Normalmente per le drizze si utilizzano cavi più robusti rispetto alle scotte in quanto lo sforzo da sostenere è maggiore. Anche i sistemi di aggancio sono più robusti e spesso, dato che tanto le drizze vengono manovrate più raramente che le scotte, i sistemi di aggancio delle drizze richiedono più tempo per il fissaggio e la rimozione della drizza a favore di una maggiore robustezza e solidità.
- Una vela triangolare, di tipo  "Bermuda" o "Marconi", ha solo una drizza che è attaccata nella parte alta della vela (zona denominata angolo di penna o punto di penna o anche angolo di drizza).
- Altri tipi di vele possono avere più di una drizza per vela, oppure la vela può essere issata, issando l'albero orizzontale (pennone) a cui è legata; in quest'ultimo caso la drizza solleva l'albero orizzontale invece di issare direttamente la vela.

## Materiali
Le drizze, come la maggior parte delle manovre correnti, erano un tempo fatte di fibre naturali come la canapa  oppure la cosiddetta canapa di Manila. Nei tempi recenti l'utilizzo di fibre naturali è drasticamente calato e si utilizzano molto spesso drizze fatte di fibre sintetiche (in particolare poliestere), ma si possono trovare anche di acciaio inossidabile, o di acciaio galvanizzato, su alcune vecchie barche, o in fibra di carbonio, o kevlar, di peso leggero, sulle barche da regata.

## Fissaggio
Una drizza può essere fissata con diversi modi alla parte alta di una vela triangolare. I metodi più comunemente utilizzati sono i seguenti:
1. Con un gancio, da una parte fissato alla drizza e dall'altra inserito nell'apposito foro presente nella vela. Il gancio può essere a forma di U con asta di fissaggio o di altro tipo.
2. Facendo un nodo a gassa d'amante attraverso il foro.
3. Facendo un nodo costituito da dei mezzi colli e un nodo Savoia. Questo tipo di nodo è da preferirsi, rispetto alla gassa d'amante, perché permette alla vela di avvicinarsi maggiormente all'albero.

L'altra estremità della drizza è attaccata all'albero, vicino al piede dell'albero, tramite una galloccia. In molte regioni è convenzione di legare la drizza della randa (o della vela principale) sul lato destro dell'albero e quella del fiocco sul lato sinistro. Questo permette un più rapido accesso alle cime in situazioni in cui la rapidità è un fattore critico.

## Saltare sulla drizza
Saltare sulla drizza è una tecnica utilizzata per issare velocemente una grande vela con uno scarso numero di membri dell'equipaggio che lavorano simultaneamente all'operazione. La persona che salta sta vicino al boma, prende con le mani la drizza più in alto che può (facendo anche dei salti per arrivare più in alto) e tira giù la drizza più in fretta possibile, utilizzando anche il peso del suo corpo per scendere. Mentre questo membro dell'equipaggio effettua il successivo slancio verso l'alto, un secondo membro dell'equipaggio si occupa della coda oppure prende il pezzo di cima che si è venuto a creare in basso e lo mette su un winch ossia un verricello. Quando non è più possibile tirare verso il basso la drizza semplicemente con il peso della persona appesa alla drizza, la persona più in avanti deve tirare il cavo lateralmente e la persona in coda deve occuparsi del cavo che si viene a creare.